# Mannequin Challenge

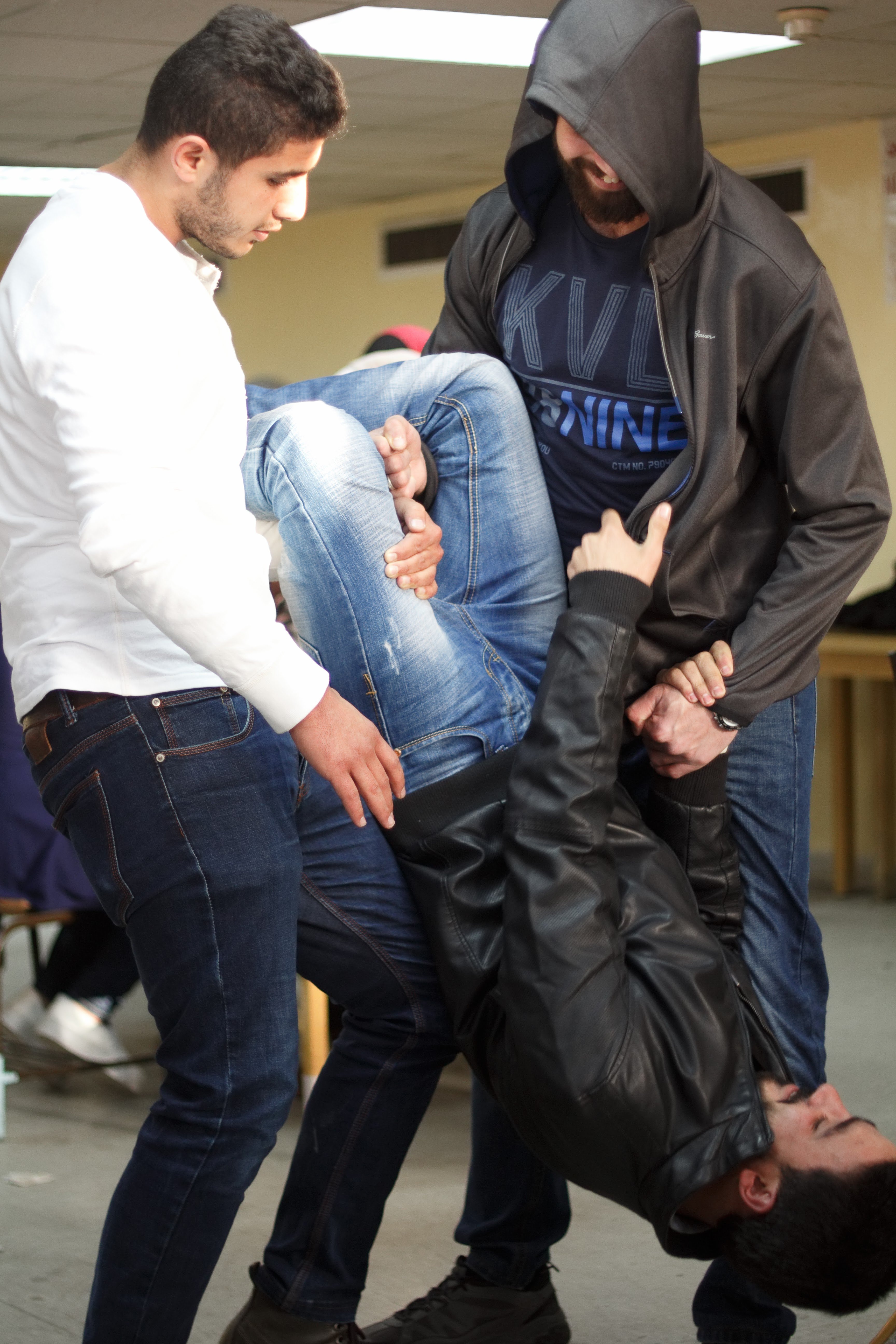
Mannequin Challenge в Иорданском университете

Mannequin Challenge (с англ. — «вызов подражания манекену») — вирусное видео и флешмоб, распространившееся в интернете в октябре 2016 года. Группа людей остается неподвижной пока между ними перемещается оператор, записывающий видео. Впервые было замечено в социальной сети Twitter 27 октября 2016 года и стало самым популярным в Twitter флешмобом 2016 года. Сопровождается рядом музыкальных композиций, обычно Black Beatles группы Rae Sremmurd и хештегом #MannequinChallenge (иногда — #ОстановиВремя). Отмечается сходство флешмоба с живыми картинами, Bullet time, флешмобами Harlem Shake и Ice Bucket Challenge.

## Некоторые участники
Много известных спортивных команд, как любительских и профессиональных, сняли свои версии видео:
- КВН 2016 Первая лига Финал (08.01.2017)
- Pittsburgh Steelers, в раздевалке клуба 4 ноября.
- Dallas Cowboys, в самолете команды 6 ноября.
- Buffalo Bills, в самолете команды 6 ноября.
- New York Giants, в раздевалке клуба 6 ноября.
- Chicago Bears, во время тренировки 9 ноября
- Denver Broncos, в раздевалке клуба 9 ноября[9]
- Milwaukee Bucks, в самолете команды 6 ноября.
- University of Kentucky Wildcats баскетбольная команда, в домашнем матче против университета Эсбери. Приняли участие тысячи человек.
- Зенит-2 (футбольный клуб) и Зенит (футбольный клуб, Санкт-Петербург) в раздевалке клуба 17 ноября[10] и 22 ноября[11] соответственно.
- Торпедо (хоккейный клуб, город Нижний Новгород) в раздевалке клуба после матча с магнитогорским «Металлургом» 17 ноября 2016 года[12]
- Спартак Москва, после победного гола в дополнительное время в ворота Амкара 20 ноября[13]
- Агидель (женский хоккейный клуб, Уфа) на льду во время тренировки 22 ноября 2016[14]
- Автомобилист (хоккейный клуб, Екатеринбург) в тренажерном зале 22 ноября 2016[15]
- Сибирь (хоккейный клуб, Новосибирская область) в раздевалке 25 ноября 2016[16]
- Столица (мини-футбольный клуб, Минск, Республика Беларусь) во время тренировки вместе с воспитанниками своей детской школы 2 декабря 2016[17]
- AC Milan primavera

### Звезды
- Певица Бритни Спирс со своими танцорами выложила видео в Instagram 14 ноября[18].
- На американском шоу Dancing With the Stars («Танцы со звездами») один из участников снял видео и выложил его в свой аккаунт Instagram.
- Бывшие члены Destiny’s Child, Бейонсе, Мишель Уильямс и Келли Роуленд, сняли видео 7 ноября.
- Певица Адель приняла участие в видео от 7 ноября.
- Эллен Дедженерес и Уоррен Битти создали видео как они играют в настольный тенниc и выложили его в Instagram.
- На шоу Джеймса Кордена было снято видео длительностью около 3 минут, в котором приняли участие съемочная команда, бэкстейдж и зрительская аудитория[19][20].

### Политики
В ночь накануне выборов, кандидат от Демократической партии Хиллари Клинтон приняла участие в записи видео с Джоном Бон Джови, Биллом Клинтоном, Хумой Абедин, а также другими членами её избирательной кампании команды.

### СМИ
9 ноября редакция радиостанции Серебряный дождь выложили в Instagram видео «Жизнь Серебряного Дождя одним кадром».[значимость факта?]
16 ноября команда социальной сети Вконтакте опубликовала видео «#MannequinChallenge by VK» в официальной группе «Команда ВКонтакте» из своего офиса: в нём приняли участие непосредственно разработчики сети.
18 ноября русская редакция телерадиокомпании Deutsche Welle опубликовала видео «Mannequin Challenge» из своей студии: в нём приняли участие ведущие, авторы и техники программы.

### Московский метрополитен
28 ноября Московский метрополитен опубликовал два видео «Mannequin challenge — Московский метрополитен», снятый на станции «Лесопарковая». По сообщению телеканала Москва 24, видеоролик «набирает лайки в соцсетях».

## Сходные представления
В мае 2012 года американская рок-группа Linkin Park опубликовала на видеохостинге YouTube видеоклип на песню «Burn It Down» (первый сингл с альбома «Living Things», 2012). В конце данного клипа использовались съёмка подвижной камерой застывших в определённых позах участников группы, дополненная спецэффектами. 17 ноября 2016 года, после появления Mannequin Challenge, группа опубликовала в своём Instagram и Youtube отрывок из данного музыкального видео.
В 2016 году телеканал HBO TV издавал сериал Мир Дикого запада (Westworld) о роботах-андроидах. Многие зрители отмечали сходство Mannequin Challenge и сцен из сериала, в которых андроиды останавливаются по команде инженеров и дизайнеров.
Несколько человек сняли Mannequin Challenge за пределами Земли — ими оказались астронавты МКС.